# Potentiel de Riesz
Le potentiel de Riesz est en physique mathématique un potentiel découvert par le mathématicien hongrois Marcel Riesz,. Le potentiel de Riesz peut être vu comme l'inverse de l'opérateur laplacien à une certaine puissance sur un espace euclidien. Les potentiels de Riesz généralisent l'intégrale de Riemann–Liouville au cas à plusieurs variables.

## Définition
Soit 0 < α < n, alors le potentiel de Riesz Iα f d'une fonction f localement intégrable sur Rn est la fonction définie par
{\displaystyle (I_{\alpha }f)(x)={\frac {1}{c_{\alpha }}}\int _{\mathbb {R} ^{n}}{\frac {f(y)}{|x-y|^{n-\alpha }}}\,\mathrm {d} y}
où la constante cα est donnée par
{\displaystyle c_{\alpha }=\pi ^{n/2}2^{\alpha }{\frac {\Gamma (\alpha /2)}{\Gamma ((n-\alpha )/2)}}}
Cette intégrale singulière est définie à condition que f décroisse suffisamment rapidement à l'infini. C'est le cas en particulier si f ∈ Lp ( Rn ) avec 1 ≤ p < n/α. 
En fait, pour tout p ≥ 1, la décroissance de f et celle de Iαf  sont liées, de par l'inégalité de Hardy-Littlewood-Sobolev.
{\displaystyle \|I_{\alpha }f\|_{p^{*}}\leq C_{p}\|Rf\|_{p},\quad p^{*}={\frac {np}{n-\alpha p}}}
où {\displaystyle Rf=DI_{1}f} est la transformée de Riesz à valeur vectorielle.
Plus généralement, l' opérateur Iα est bien défini pour  tout nombre complexe α tel que 0 < Re(α) < n.
On peut généraliser le potentiel de Riesz pour les distributions en le définissant comme la convolution
{\displaystyle I_{\alpha }f=f*K_{\alpha }}
où K α est la fonction localement intégrable :
{\displaystyle K_{\alpha }(x)={\frac {1}{c_{\alpha }}}{\frac {1}{|x|^{n-\alpha }}}}
Le potentiel de Riesz peut donc être défini pour toute distribution f à support compact. À cet égard, le potentiel de Riesz d'une mesure de Borel positive μ à support compact présente un intérêt en théorie du potentiel car Iα μ est alors une fonction sous-harmonique continue en dehors du support de μ, et est semi-continue inférieurement sur tout Rn.
L'étude de la transformée de Fourier révèle que le potentiel de Riesz est un multiplicateur de Fourier. En effet, on a
{\displaystyle {\widehat {K_{\alpha }}}(\xi )=\int _{\mathbb {R} ^{n}}K_{\alpha }(x)e^{-2\pi ix\xi }\,\mathrm {d} x=|2\pi \xi |^{-\alpha }}
et donc, d'après le théorème de convolution,
{\displaystyle {\widehat {I_{\alpha }f}}(\xi )=|2\pi \xi |^{-\alpha }{\hat {f}}(\xi )}
Les potentiels de Riesz ont une propriété de demi-groupe par exemple sur les fonctions continues rapidement décroissantes, on a :
{\displaystyle I_{\alpha }I_{\beta }=I_{\alpha +\beta }}
si on suppose que
{\displaystyle 0<\operatorname {Re} \alpha ,\operatorname {Re} \beta <n,\quad 0<\operatorname {Re} (\alpha +\beta )<n.}
De plus, si 0 < Re α < n–2, alors
{\displaystyle \Delta I_{\alpha +2}=I_{\alpha +2}\Delta =-I_{\alpha }}
On a aussi, pour cette classe de fonctions,
{\displaystyle \lim _{\alpha \to 0^{+}}(I_{\alpha }f)(x)=f(x).}